# Верховенство папи Римського
Верховенство папи Римського це вчення від Римсько-Католицької Церкви , що папа, з причини своєї посади як намісник Христа і пастир усієї християнської Церкви, має повну, вищу, і загальну владу над усією Церквою, і цю владу він може завжди здійснювати безперешкодно: , в цілому, "папський інститут є божественною установою, вищою, повною, безпосередньою, і вселенською силою в піклуванні про душі".
Доктрина мала найбільше значення в стосунках між церквою і тимчасовою державою, у таких питаннях, як церковні привілеї, дії монархів і навіть правонаступництво.

## Установа папського верховенства

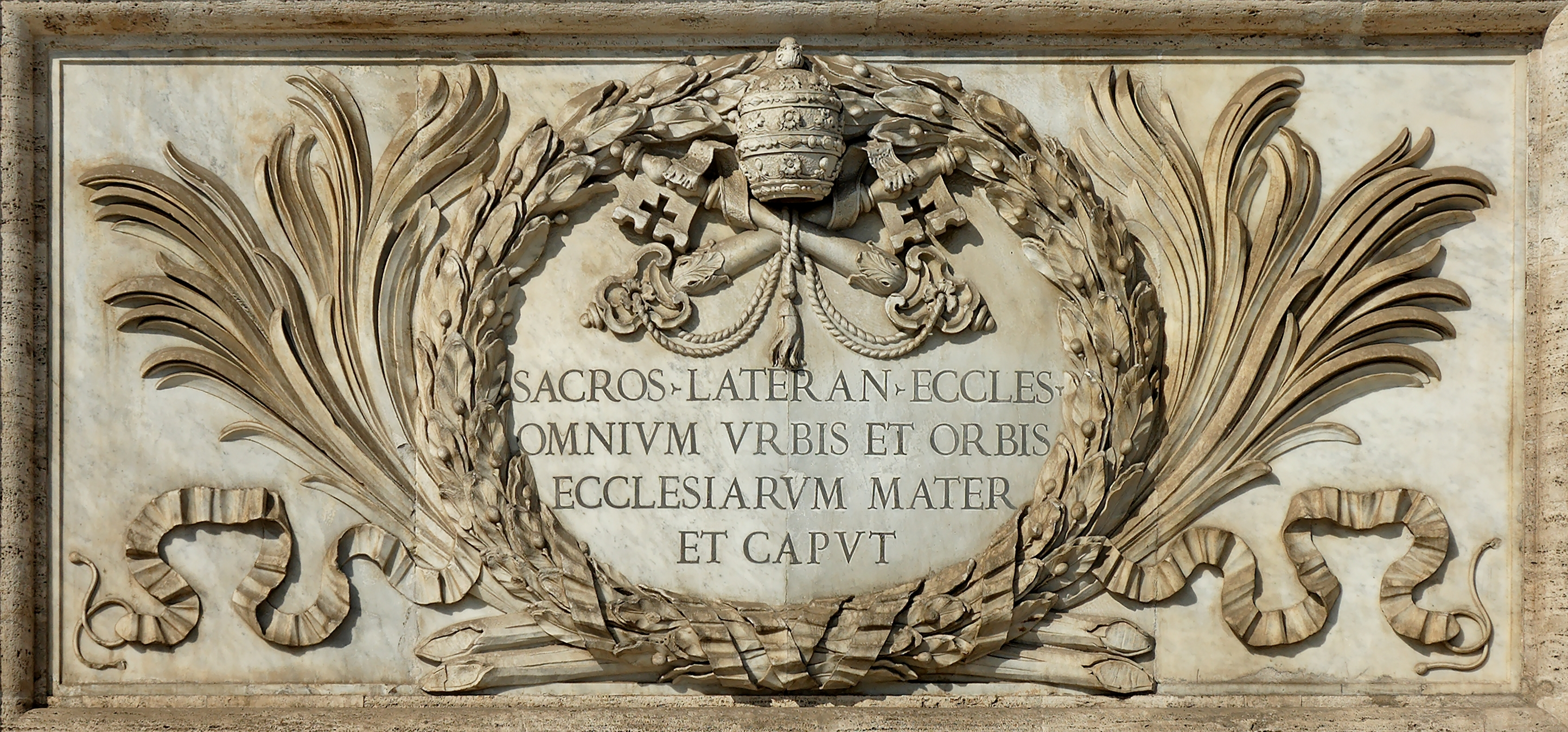
Напис на передній частині Собор Святого Іоанна Хрестителя, кафедральний собор Єпископа Риму: Sacros(ancta) Латеранського(энсис) Еклс(ИА) омніум Урбіс Ет Орбіс, Кан-матер Пов капут що означає "Святіший Латеранської Церкви, всіх церков міста і світу мати і голова"

Католицьке вчення про папське верховенство спирається на твердження єпископа Риму , що воно було заснований Христом і що папська наслідковість сходить до апостола Петра у 1 столітті. Авторитет за посадою є похідним від визнання Петра описаним в [[|]] Matthew16:17–19 , коли Петро визнає Ісуса як Месію і Сина Божого, які багато хто відносить до божественності Ісуса, Ісус відповів: Блаженний ти, Симоне, сину Йонин, бо не тіло і кров тобі оце виявили, але Мій Небесний Отець.
І кажу Я тобі, що ти скеля, і на скелі оцій побудую Я Церкву Свою, і сили адові не переможуть її.
І ключі тобі дам від Царства Небесного, і що на землі ти зв'яжеш, те зв'язане буде на небі, а що на землі ти розв'яжеш, те розв'язане буде на небі!
Та ж сама історична  традиція ранньої Церкви стверджує, що Петро був єпископом Антіохії до його подорожі в Рим. Тому можна стверджувати, що єпископ Антіохійський може претендувати на апостольську спадкоємність від Христа для Петра і пізніших єпископів Антіохії, як стверджує єпископ Риму.

## Приклади папської супрематії
- Урбан II на початку 1095 вів Хрестові походи, які мали на меті відновити Святу Землю і території Візантійської імперії , яка була завойована мусульман-сельджуками. Так папа керував військом.
- Папа визначав кого він хоче коронувати. Першим коронованим папою Лемом III королем був Карл І Великий. Він був першим з каролінгських імператорів, а не людиною, яка проголосила себе королем.